# Worthington Hills
Worthington Hills är en inkorporerad ort i Jefferson County i Kentucky. Vid 2020 års folkräkning hade Worthington Hills 1 563 invånare.